# Semi Precious Weapons
Semi Precious Weapons es una banda de rock neoyorkina, formada por Justin Tranter como cantante solista, Stevy Pyne como guitarrista, Cole Whittle, como bajista, y Dan Crean como batería. Pyne reemplazó al anterior guitarrista del grupo, Aaron Lee Tasjan, en noviembre del año 2008.

## Discografía
Álbumes de estudio
- We Love You

Fecha de lanzamiento: 30 de septiembre de 2008
Sello: Razor & Tie
Formatos: CD, descarga de música
- You Love You

Fecha de lanzamiento: 29 de junio de 2010
Sello: Interscope / Geffen Records
Formatos: CD, descarga de música

## Sencillos
- Magnetic Baby (2010)
- Look At Me
- Aviation High

## Giras
- The Dirty Showbiz Tour (2010)
- The Monster Ball Tour, como teloneros de Lady Gaga (2009-2011)
- Warrior Tour, como teloneros de Kesha (2013)

- Datos: Q575835
- Multimedia: Semi Precious Weapons / Q575835